# Reno megye
Reno megye az Amerikai Egyesült Államokban, azon belül Kansas államban található. Megyeszékhelye és legnagyobb városa Hutchinson. Lakosainak száma 61 898 fő (2020. április 1.). Reno megye Rice, Kingman, McPherson, Harvey, Sedgwick, Pratt és Stafford megyékkel határos.

## Népesség
A megye népességének változása:
| Lakosok száma | 64 563 | 64 400 | 64 245 | 64 190 | 63 718 | 61 898 |
|               | 2010   | 2011   | 2012   | 2013   | 2015   | 2020   |